# Orthocladius rarus
Orthocladius rarus är en tvåvingeart som beskrevs av Linevich 2002. Orthocladius rarus ingår i släktet Orthocladius och familjen fjädermyggor. Inga underarter finns listade i Catalogue of Life.